# The Show Must Go On
"The Show Must Go On" este un cântec al formației rock engleze Queen, prezentat ca a 12-a și ultima piesă de pe albumul din 1991 Innuendo. Acesta este creditat lui Queen, dar este scris de către Brian May. Cântecul prezintă eforul lui Freddie Mercury care continuă să interpreteze, în ciuda faptului că se apropie de sfârșitul vieții sale, el a fost pe moarte din cauza complicațiilor datorate SIDA, deși boala sa nu a fost încă făcută publică, în ciuda în speculațiilor mass-media, susținând că el a fost grav bolnav. Mercury a fost atât de bolnav, încât abia de putea mergea, când formația înregistra piesa în 1991.
Piesa a fost lansată ca single în Marea Britanie pe 14 octombrie 1991 pentru promovarea albumului Greatest Hits II, cu 6 săptămâni înainte de moartea lui Mercury.
Pentru prima dată cântecul a fost interpretat live pe 20 aprilie 1992, în Concertul de omagiere a lui Freddie Mercury, de către ceilalți trei membri rămași ai formației Queen, cu Elton John pe postură de vocalist și Tony Iommi cântând la chitară.

## Topuri și certificări
| Top (1991)                  | Poziția de top | Săptămâni în top |
| --------------------------- | -------------- | ---------------- |
| Dutch Singles Chart         | 7              | 12               |
| French Singles Chart        | 2              | 21               |
| German Singles Chart        | 7              | 26               |
| Irish Singles Chart         | 17             | 3                |
| Italian Singles Chart       | 10             | 13               |
| New Zealand Singles Chart   | 20             | 5                |
| Polish Singles Chart        | 3              | 1                |
| Swedish Singles Chart       | 30             | 6                |
| Swiss Singles Chart         | 11             | 11               |
| UK Singles Chart            | 16             | 10               |
| U.S. Mainstream Rock Charts | 40             | 11               |

| Regiune | Certificări | Vânzări  |
| --- | ----------- | -------- |
| Franța (SNEP) | Gold        | 250.000* |
| Statele Unite (RIAA) | Gold        | 500.000^ |
| *cifrele de vânzări sunt bazate pe un singur certificat ^cifrele cargo sunt bazate pe un singur certificat xcifrele nespecificate sunt bazate pe un singur certificat |             |          |

## Personal
- John Deacon – chitară bas, back vocal
- Brian May – chitară, clape, vocal, programare
- Freddie Mercury – lead vocal
- Roger Taylor – baterie, back vocal